# 孫譽文
孫譽文（英語：Karen Suen，1967年—），原名孫名翠，香港女珠寶商人，現為Karen Collection常務董事及設計師。1979年畢業於石蔭慈幼學校下午校，繼而入讀葵青區一所教會女子中學，1988年畢業於香港演藝學院舞蹈學院（與影帝黃秋生、棟篤笑演員張達明及前亞洲電視藝員劉錫賢等同期），取得現代舞高級文憑。畢業後先被黃秋生介紹加入城市當代舞蹈團當舞者，成為第一批參與舞台劇的現代舞蹈舞者。1990年參加亞洲小姐競選，獲得第五名，其後與亞視簽約兩年，曾參與電視劇及電影演出。據其於《亞姐百人》透露，亞視原本計劃讓她簽約三年，但基於她也同時身為舞蹈團的合約舞者而酌情縮短合約期。約滿以後，孫譽文離開電視圈，返回演藝學院繼續進修，1995年成為演藝學院舞蹈學院第一批學士學位畢業生。此後，孫譽文返回舞蹈團發展，曾開辦一所舞蹈學校，2003年因非典關係而結束舞蹈事業，其後修讀珠寶鑒證，并自主創業，設計自家珠寶品牌，現致力於經營珠寶生意。她持有GIA珠寶鑑證文憑（2006年起修讀）。

## 外部連結
- 孫譽文官方網頁 （页面存档备份，存于）
- 【亞姐百人】孫譽文（页面存档备份，存于）